# Ryszard Głowacki
Ryszard Głowacki (ur. 31 sierpnia 1937 w Dukli, zm. 13 stycznia 2022) – inżynier geolog, dziennikarz, publicysta, działacz społeczny, pisarz utworów fantastyczno-naukowych. Od 1979 r. opublikował 3 powieści i prawie 30 opowiadań.

## Dzieła
- Doping (1976; opowiadanie; debiut; w Młodym Techniku 4/1976)
- Gość z głębin (antologia) Czytelnik, Warszawa 1979
- Paroksyzm numer minus jeden (powieść) KAW, Warszawa 1979
- Miss sektora (1982; opowiadanie)
- Robotomachia (1982; opowiadanie)
- Raport z rezerwatu (zbiór opowiadań) KAW, Warszawa 1982:
  - Czym jestem
  - Ostatnia wyprawa Voya Berga
  - Nielojalność
  - Dżin dla profesora
  - Nieudany eksperyment
  - Poradnia neoscjentologiczna
  - Doping
  - Raport z rezerwatu
  - Kontrakt
  - Donos
  - Desperat
- Spotkanie w przestworzach 1 (antologia) KAW, Warszawa 1982
- Powiew nieprawdopodobieństwa (zbiór opowiadań) Iskry, Warszawa 1985
- Spotkanie w przestworzach 3 (antologia) KAW, Warszawa 1985
- Algorytm pustki (powieść) Iskry, Warszawa 1988
- Wizje alternatywne (antologia) Arax, Białystok 1990
- Więcej szczęścia niż rozumu (opracowanie listów Wiktora Stańczaka) Wydawnictwo Ziemia Przemyska, Przemyśl 1999